# Copa Titano 2020-21
La Copa Titano 2020-21 fue la edición número 61 de la Copa Titano. La temporada comenzó el 29 de septiembre de 2020 y finalizó el 15 de mayo de 2021.
El equipo campeón garantizó un cupo en la primera temporada de la nueva Liga de Conferencia Europa de la UEFA 2021-22.
La edición anterior de la copa fue abandonada sin campeón debido a la pandemia de COVID-19 en San Marino.
La Fiorita conquistó su 6º título tras ganar en la final al Tre Fiori en los penales, después de un empate sin goles.

## Primera ronda
Tre Penne no jugó en esa ronda.
| Fechas                           | Local en la ida | Global       | Local en la vuelta | Ida | Vuelta |
| -------------------------------- | --------------- | ------------ | ------------------ | --- | ------ |
| 29 de septiembre y 21 de octubre | Cosmos          | 4:2          | Cailungo           | 3:0 | 1:2    |
| 29 de septiembre y 21 de octubre | Faetano         | 2:4          | Fiorentino         | 1:1 | 1:3    |
| 30 de septiembre y 21 de octubre | Juvenes/Dogana  | 3:3 (4:5 p.) | Domagnano          | 1:3 | 2:0    |
| 30 de septiembre y 21 de octubre | Pennarossa      | 2:3          | Tre Fiori          | 2:1 | 0:2    |
| 30 de septiembre y 20 de octubre | Folgore         | 4:0          | Virtus             | 2:0 | 2:0    |
| 30 de septiembre y 21 de octubre | Libertas        | 1:5          | La Fiorita         | 0:4 | 1:1    |
| 1 de octubre y 20 de octubre     | Murata          | 2:1          | San Giovanni       | 1:1 | 1:0    |

## Cuartos de final
| Fecha       | Local     | Resultado | Visita     |
| ----------- | --------- | --------- | ---------- |
| 10 de marzo | Cosmos    | 0:1       | Tre Fiori  |
| 10 de marzo | Tre Penne | 2:0       | Domagnano  |
| 10 de marzo | Folgore   | 4:1       | Fiorentino |
| 10 de marzo | Murata    | 3:4       | La Fiorita |

## Semifinales
| Fecha       | Local     | Resultado | Visita     |
| ----------- | --------- | --------- | ---------- |
| 28 de abril | Tre Penne | 0:2       | Tre Fiori  |
| 29 de abril | Folgore   | 1:2       | La Fiorita |

## Final
| 15 de mayo de 2021 | Tre Fiori | 0:0 (t. s.)(9:10 p.)       | La Fiorita | Estadio Olímpico, Serravalle |                          |
| 15:45              | | Reporte                    | | Árbitro(s): Luca Barbeno     | Árbitro(s): Luca Barbeno |
|                    | | Tiros desde el punto penal | |                              |                          |
|                    | - Lunardini - Bordon - Gargiulo - Santoni - Domini - Kalissa - Vandi - D'Addario - Della Valle - Rea - Simoncini - Lunardini |                            | - Errico - Guidi - Pieri - Loiodice - Rinaldi - Gasperoni - Miori - Di Maio - Brighi - Zafferani - Vivan - Errico |                              |                          |

| La Fiorita Campeón 6º título |

## Goleadores
Actualizado el 15 de mayo de 2021.
| Pos. | Jugador          | Equipo     | Goles |
| ---- | ---------------- | ---------- | ----- |
| 1    | Lorenzo Dormi    | Folgore    | 5     |
| 2    | Lucio Peluso     | La Fiorita | 4     |
| 3    | Fabio Giovagnoli | Cosmos     | 3     |
| 4    | Roberto Di Maio  | La Fiorita | 2     |
|      | Sorin Radoi      | Fiorentino | 2     |
|      | Danilo Rinaldi   | La Fiorita | 2     |